# Knud Berlin
Knud Kugleberg Berlin, född 7 juni 1864, död 14 september 1954, var en dansk rättslärd.
Berlin blev juris doktor 1907, och extra ordinarie professor vid Köpenhamns universitet. År 1919 utnämndes han till professor i offentlig och isländsk rätt. Berlin har utövat ett omfattande juridiskt författarskap, särskilt i statsrätt och framför allt angående Islands förhållande till Danmark. Bland hans skrifter märks Islands statsretslige Stilling efter Fristatstidens Ophør (1909) och Den dansk-islandske Forbundslov (1920).

## Utmärkelser
- Riddare av Dannebrogorden,  1921[1]
- Dannebrogsmännens hederstecken,  1931[1]
- Kommendör av Dannebrogorden,  1933[1]

[Redigera Wikidata]